# Communauté de communes Arc Sud Bretagne
La communauté de Communes Arc Sud Bretagne est une communauté de communes française, située dans le département du Morbihan, en région Bretagne.

## Histoire
Arc Sud Bretagne est née le 1er janvier 2011 de la fusion de la communauté de communes du Pays de La Roche-Bernard et de la communauté de communes du Pays de Muzillac,.
André Pajolec, maire d'Arzal, en est le premier président. Yann Cristel en a été le directeur général des services (DGS) de 2011 à 2015. Vincent Vigneron assure cette fonction désormais, depuis 2015.

## Territoire communautaire

### Géographie
Située dans le sud-est  du département du Morbihan, la communauté de communes Arc Sud Bretagne regroupe 12 communes et s'étend sur 352,9 km2.

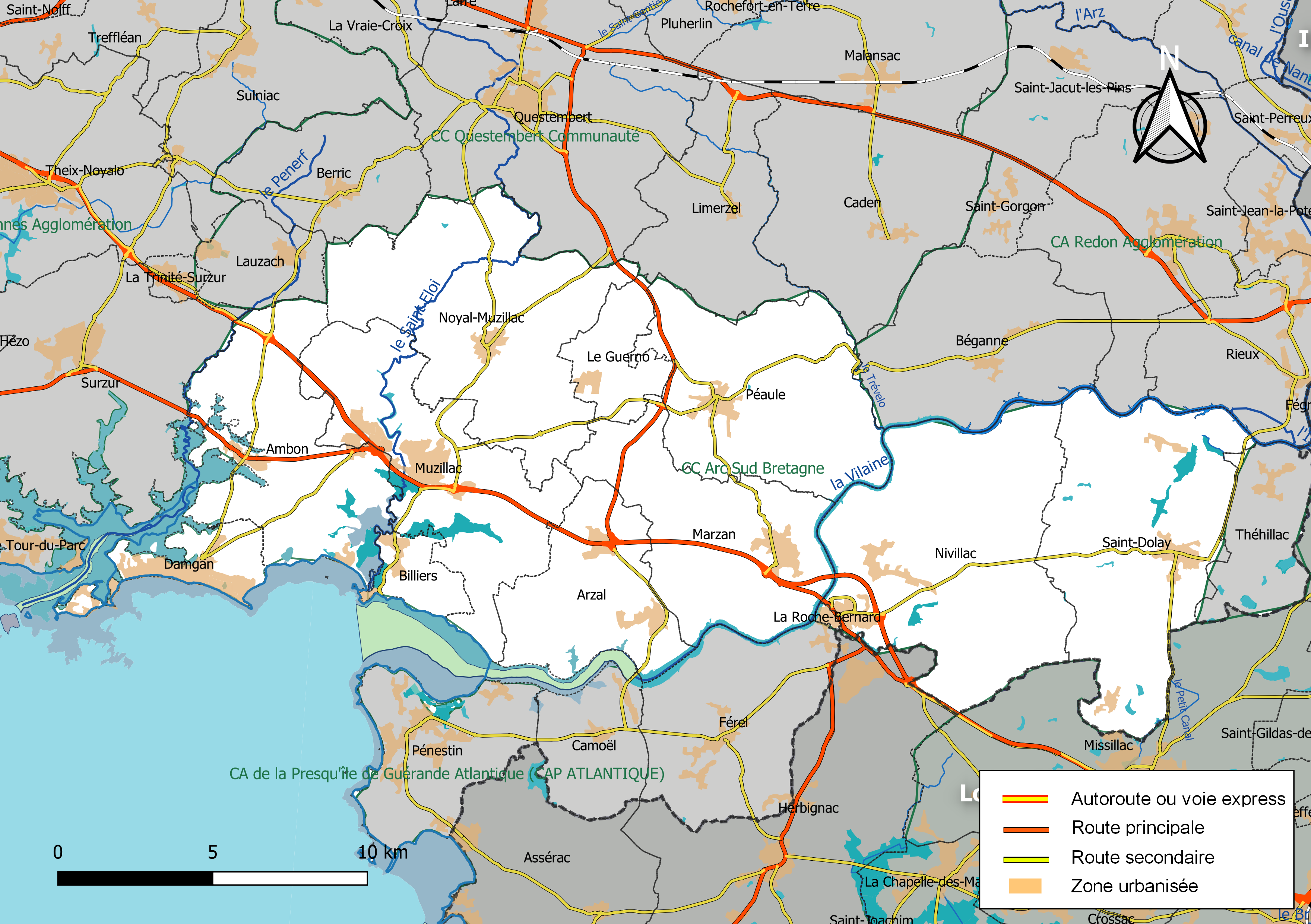
Carte de la communauté de communes Arc Sud Bretagne au 1er janvier 2019.

### Composition

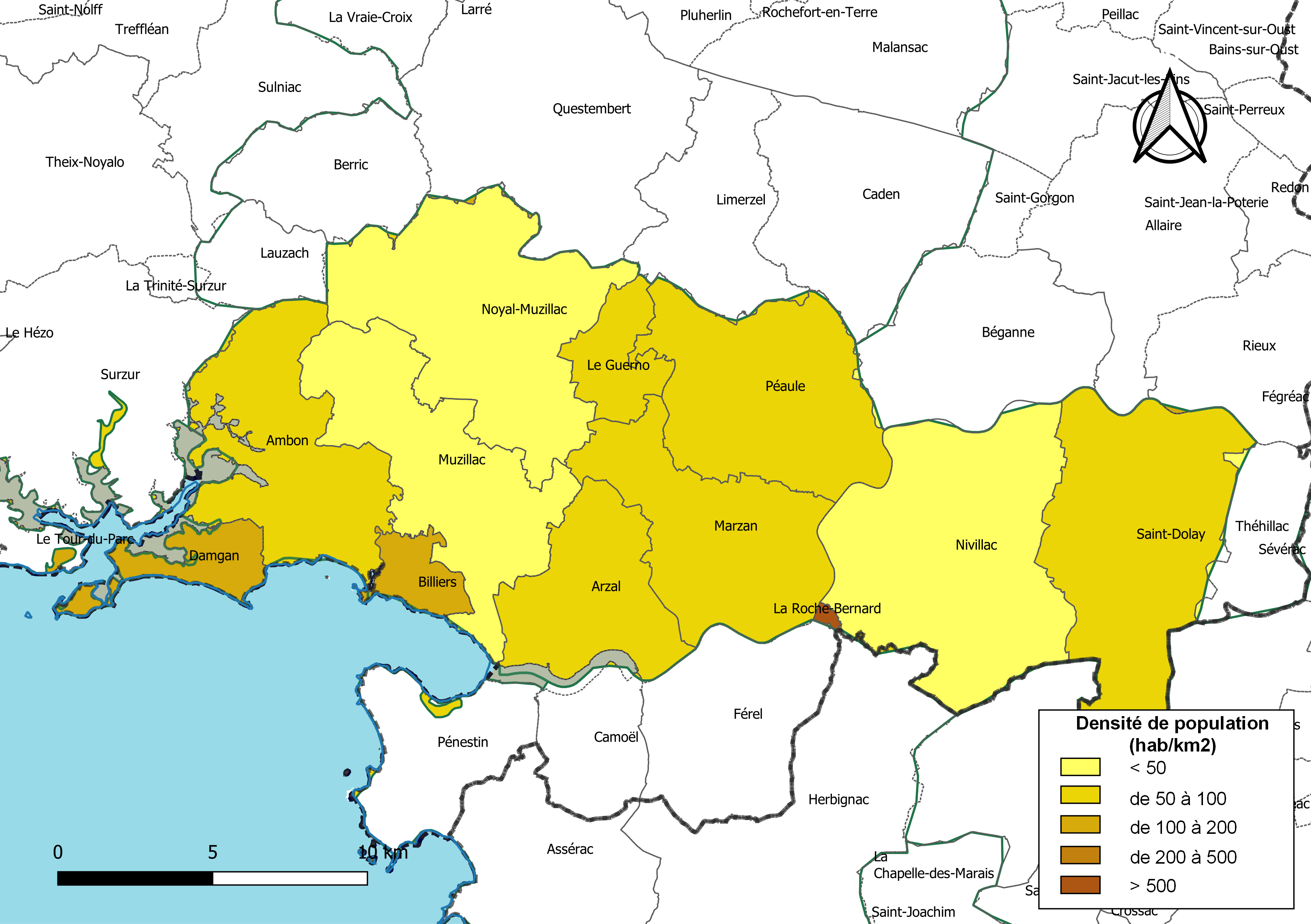
Carte des densités de population (millésimée 2016) des communes de la communauté de communes Arc Sud Bretagne. Composition en communes au 1er janvier 2019.

La communauté de communes est composée des 12 communes suivantes :

| Nom              | Code Insee | Gentilé     | Superficie (km2) | Population (dernière pop. légale) | Densité (hab./km2) |
| ---------------- | ---------- | ----------- | ---------------- | --------------------------------- | ------------------ |
| Muzillac (siège) | 56143      | Muzillacais | 39,5             | 5 022 (2022)                      | 127                |
| Ambon            | 56002      | Ambonnais   | 38,04            | 2 091 (2022)                      | 55                 |
| Arzal            | 56004      | Arzalais    | 23,44            | 1 794 (2022)                      | 77                 |
| Billiers         | 56018      | Billiotins  | 5,87             | 1 056 (2022)                      | 180                |
| Damgan           | 56052      | Damganais   | 10,16            | 1 930 (2022)                      | 190                |
| Le Guerno        | 56077      | Guernotais  | 9,75             | 975 (2022)                        | 100                |
| Marzan           | 56126      | Marzannais  | 33,84            | 2 611 (2022)                      | 77                 |
| Nivillac         | 56147      | Nivillacois | 55,48            | 4 874 (2022)                      | 88                 |
| Noyal-Muzillac   | 56149      | Muzalais    | 48,89            | 2 548 (2022)                      | 52                 |
| Péaule           | 56153      | Péaulais    | 39,25            | 2 856 (2022)                      | 73                 |
| La Roche-Bernard | 56195      | Rochois     | 0,43             | 720 (2022)                        | 1 674              |
| Saint-Dolay      | 56212      | Dolaysiens  | 48,26            | 2 636 (2022)                      | 55                 |

### Démographie
| 1968   | 1975   | 1982   | 1990   | 1999   | 2006   | 2011   | 2016   | 2022   |
| ------ | ------ | ------ | ------ | ------ | ------ | ------ | ------ | ------ |
| 17 369 | 17 799 | 18 910 | 19 547 | 20 377 | 23 213 | 25 708 | 27 221 | 29 113 |

## Administration

### Siège
Le siège de la communauté de communes est à Muzillac, allée Raymond Le Duigou.

### Tendances politiques
| Commune          | Maire                | Étiquette | Étiquette |
| ---------------- | -------------------- | --------- | --------- |
| Ambon            | Noël Paul            |           | DVG       |
| Arzal            | Samuel Féret         |           | SE        |
| Billiers         | Régine Rosset        |           | PS        |
| Damgan           | Jean-Marie Labesse   |           | SE        |
| La Roche-Bernard | Bruno Le Borgne      |           | DVD       |
| Le Guerno        | Gérard Guillotin     |           | SE        |
| Marzan           | Denis Le Ralle       |           | DVD       |
| Muzillac         | Michel Criaud        |           | DVD       |
| Nivillac         | Alain Guihard        |           | DVD       |
| Noyal-Muzillac   | Patrick Beillon      |           | SE        |
| Péaule           | Jean-François Bréger |           | DVG       |
| Saint-Dolay      | Patrick Géraud       |           | DVG       |

### Conseil communautaire
Les 38 conseillers titulaires sont ainsi répartis selon le droit commun comme suit : 
| Nombre de délégués | Communes                           |
| ------------------ | ---------------------------------- |
| 6                  | Muzillac, Nivillac                 |
| 4                  | Noyal-Muzillac, Péaule             |
| 3                  | Ambon, Marzan, Saint-Dolay         |
| 2                  | Arzal, Billiers, Damgan, Le Guerno |
| 1 (+1 suppléant)   | La Roche-Bernard                   |

### Élus
La communauté de communes est administrée par son conseil communautaire constitué en 2020 de 38 conseillers communautaires, qui sont des conseillers municipaux représentant chacune des communes membres.
À la suite des élections municipales de 2020 dans le Morbihan, le conseil communautaire du 16 juillet 2020 a réélu son président, Bruno Le Borgne, maire de La Roche-Bernard, ainsi que ses 11 vice-présidents. À cette date, la liste des vice-présidents est la suivante :
|     | Attributions                   | Identité             | Qualité                               |
| --- | ------------------------------ | -------------------- | ------------------------------------- |
| 1re | Solidarités et TIC             | Marie-Thérèse Cabon  | Adjointe au maire de Muzillac         |
| 2e  | Finances                       | Guy David            | Adjoint au maire de Nivillac          |
| 3e  | Développement économique       | Jean-François Bréger | Maire de Péaule                       |
| 4e  | Travaux                        | Patrick Beillon      | Maire de Noyal-Muzillac               |
| 5e  | Enfance et jeunesse            | Muriel Malnoë        | Conseillère municipale de Saint-Dolay |
| 6e  | Aménagement                    | Denis Le Ralle       | Maire de Marzan                       |
| 7e  | Sports et culture              | Noël Paul            | Maire d'Ambon                         |
| 8e  | Tourisme                       | Jean-Marie Labesse   | Maire de Damgan                       |
| 9e  | Transition écologique          | Samuel Féret         | Maire d'Arzal                         |
| 10e | Emploi, formation et insertion | Gérard Guillotin     | Maire du Guerno                       |
| 11e | Cycles de l'eau                | Bertrand Roberdel    | Premier adjoint au maire de Billiers  |

Ensemble, ils forment le bureau communautaire pour la période 2020-2026.

### Liste des présidents
| Période                       | Période                       | Identité        | Étiquette | Qualité                                 |
| ----------------------------- | ----------------------------- | --------------- | --------- | --------------------------------------- |
| 6 janvier 2011 Réélu en 2014  | 26 septembre 2017 (démission) | André Pajolec   | DVD       | Maire d'Arzal (2001-2014)               |
| 10 octobre 2017 Réélu en 2020 | En cours                      | Bruno Le Borgne | DVD       | Maire de La Roche-Bernard (depuis 2020) |

### Compétences
L'intercommunalité exerce les compétences qui lui ont été transférées par les communes membres, dans les conditions définies par le code général des collectivités territoriales.
- Aménagement de l'espace communautaire
- Culture et TIC
- Développement économique
- Emploi/formation
- Enfance/jeunesse
- Environnement
- Gestion des milieux aquatiques et prévention des inondations (GEMAPI)
- Solidarités
- Sport
- Voirie

### Régime fiscal et budget
La communauté de communes est un établissement public de coopération intercommunale à fiscalité propre.
Afin de financer l'exercice de ses compétences, l'intercommunalité perçoit la fiscalité professionnelle unique (FPU) – qui a succédé à la taxe professionnelle unique (TPU) – et assure une péréquation de ressources entre les communes résidentielles et celles dotées de zones d'activité.

### Effectifs
Afin de mettre en œuvre ses compétences, l'intercommunalité emploie 92 salariés (dont 83 équivalent temps plein).